# Casa di Epidio Rufo

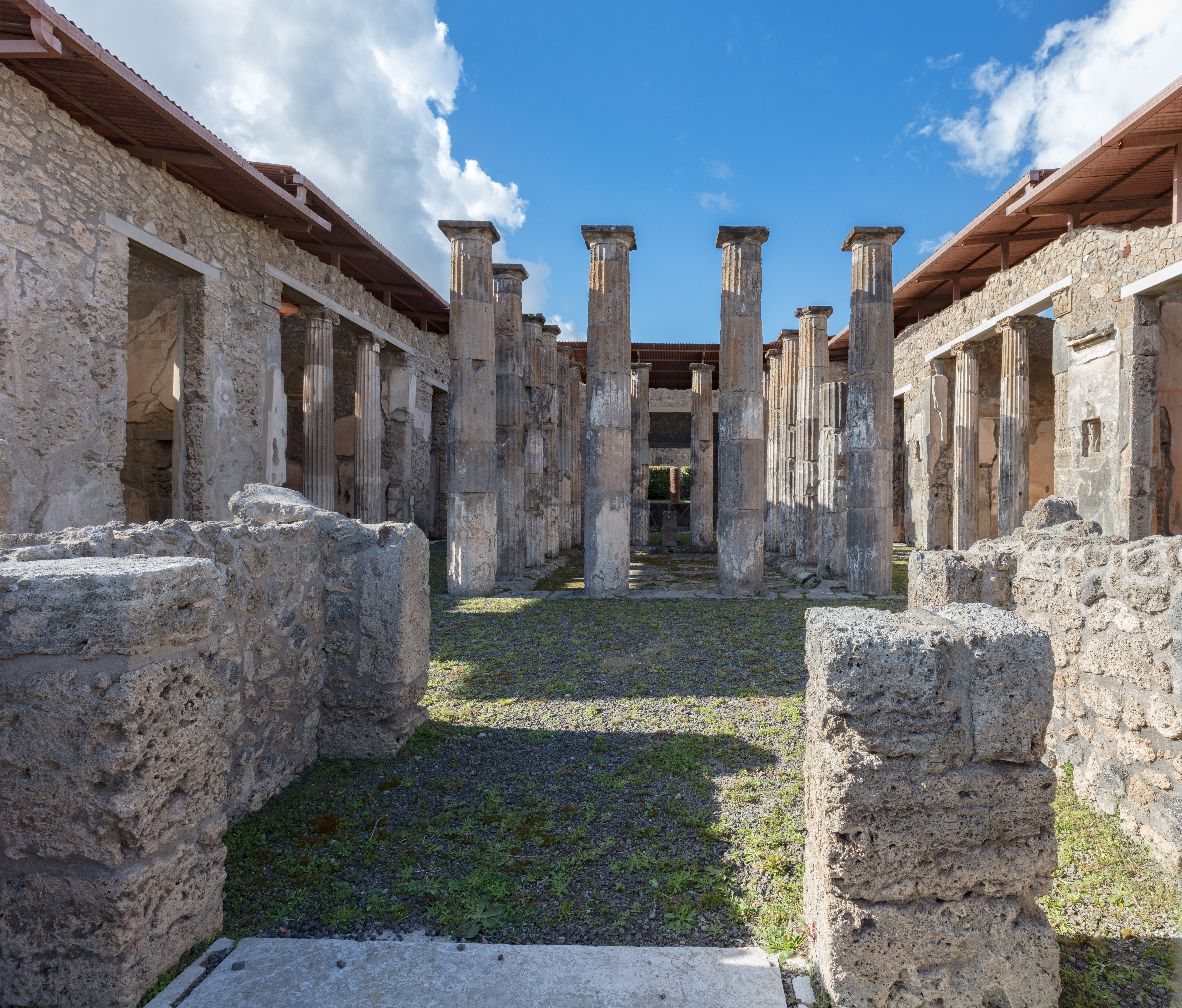
Blick auf das Atrium

Bei der Casa di Epidio Rufo (Haus des Epidus Rufus, auch als Casa dei Diadumeni bekannt) handelt es sich um ein großes, reich ausgestattetes Wohnhaus einer wohlhabenden Familie in Pompeji (IX 1, 20). Das Haus wurde 1858 und 1866 ausgegraben. Es wurde 1943 im Zweiten Weltkrieg von Bomben getroffen und 1946 restauriert. Das Haus fällt durch seinen reichen architektonischen Schmuck auf. Es gibt verschiedene figürliche Kapitelle, die sonst sehr selten in Privathäusern sind. Das Haus war auch einst mit Wandgemälden im 4. Stil ausgemalt, doch sind diese Malereien größtenteils heute nur noch von alten Fotos und Zeichnungen bekannt. Im 19. Jahrhundert war es noch nicht üblich, die antiken Häuser neu zu überdachen und zu schützen.

## Beschreibung
Das Haus hat dem modernen Namen Casa dei Diadumeni nach zwei Freigelassenen namens Diadumeni, die im Haus einen Altar weihten, wie aus einer Inschrift auf einer Marmortafel hervorgeht. Besitzer des Hauses war entweder Marcus Epidius Sabinus oder Marcus Epidius Rufus. Beide werden auf Wahlaufschriften an der Fassade genannt. Im Haus fand sich ein Siegel mit dem Namen Marcus Epidius Rufus, weswegen dieser der wahrscheinlichere Hausbesitzer ist.
Das Haus wurde vermutlich im 2. Jahrhundert v. Chr. errichtet und weist noch diverse Reste von Dekorationen im 1. Stil auf, der zu dieser Zeit in Mode war. An der Fassade des Hauses steht ein erhöhtes Podium, über das man zum Eingang gelangt. Die Fassade war einst hell stuckiert und mit Wahlaufrufen übersät. Davon ist heute nichts mehr erhalten. Das Zentrum des Hauses bildet ein korinthisches Atrium mit 16 Säulen. Links und rechts befindet sich jeweils eine Ala (ein Seitenraum des Atriums), deren Eingang jeweils mit zwei Säulen geschmückt ist. Die Eckpilaster zeigen figürliche Kapitelle. In der rechten Ala befindet sich der oben genannte Altar. Auf das Atrium folgt das Tablinum und rechts davon befindet sich ein Triclinium, das im 4. Stil ausgemalt war. Zu den Wandbildern gehörte eine Darstellung der Venus und Hesperus. Die Szene wird als der Sternenstreit bezeichnet. Sie ist heute vollkommen vergangen. Ein anderes Wandgemälde zeigte Marsyas. Hinter dem eigentlichen Haus befindet sich ein großer Garten.

## Galerie

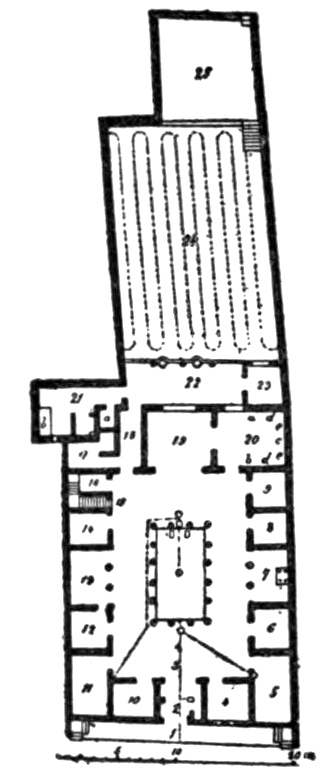
Grundriss des Hauses
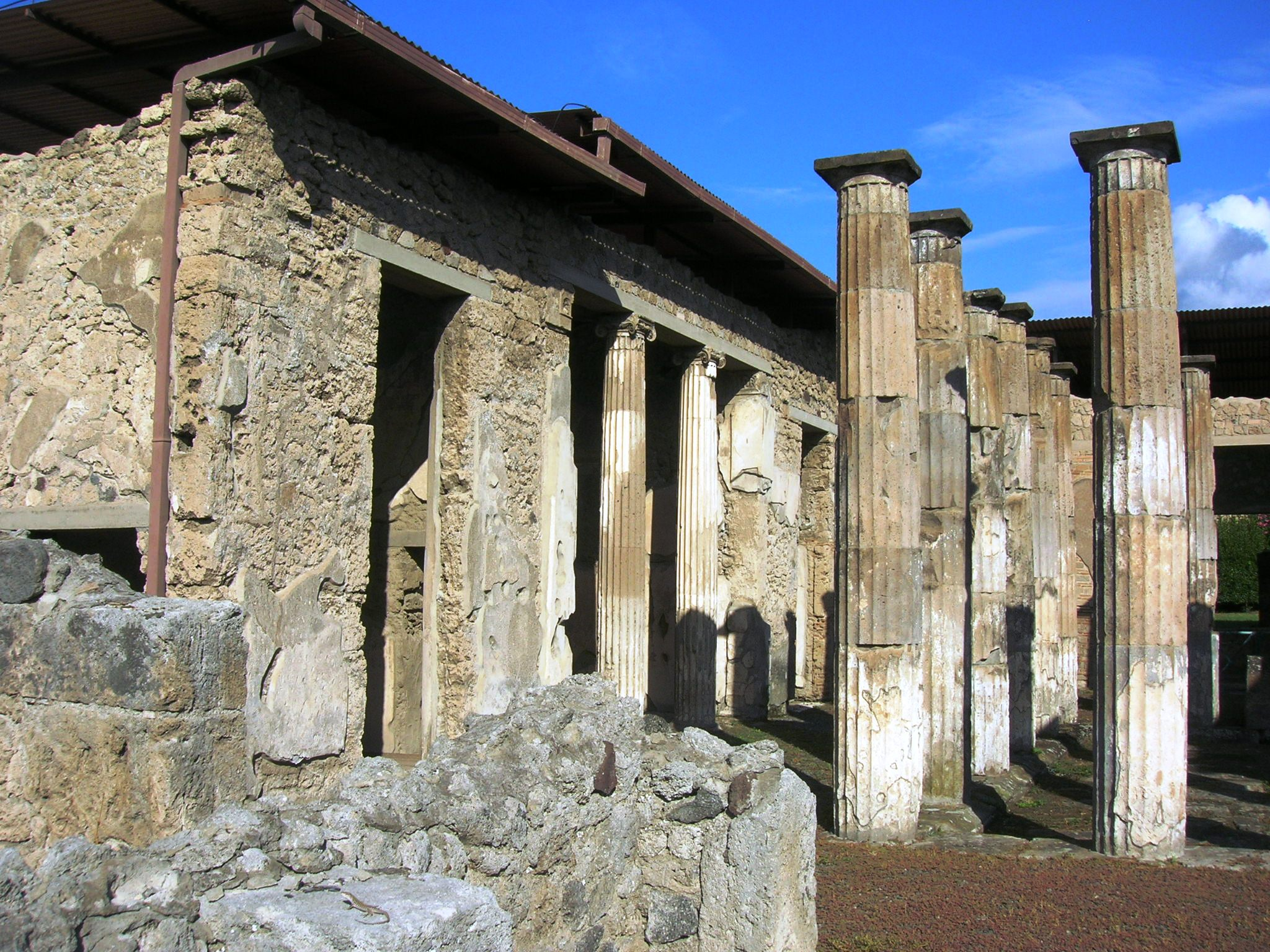
Atrium
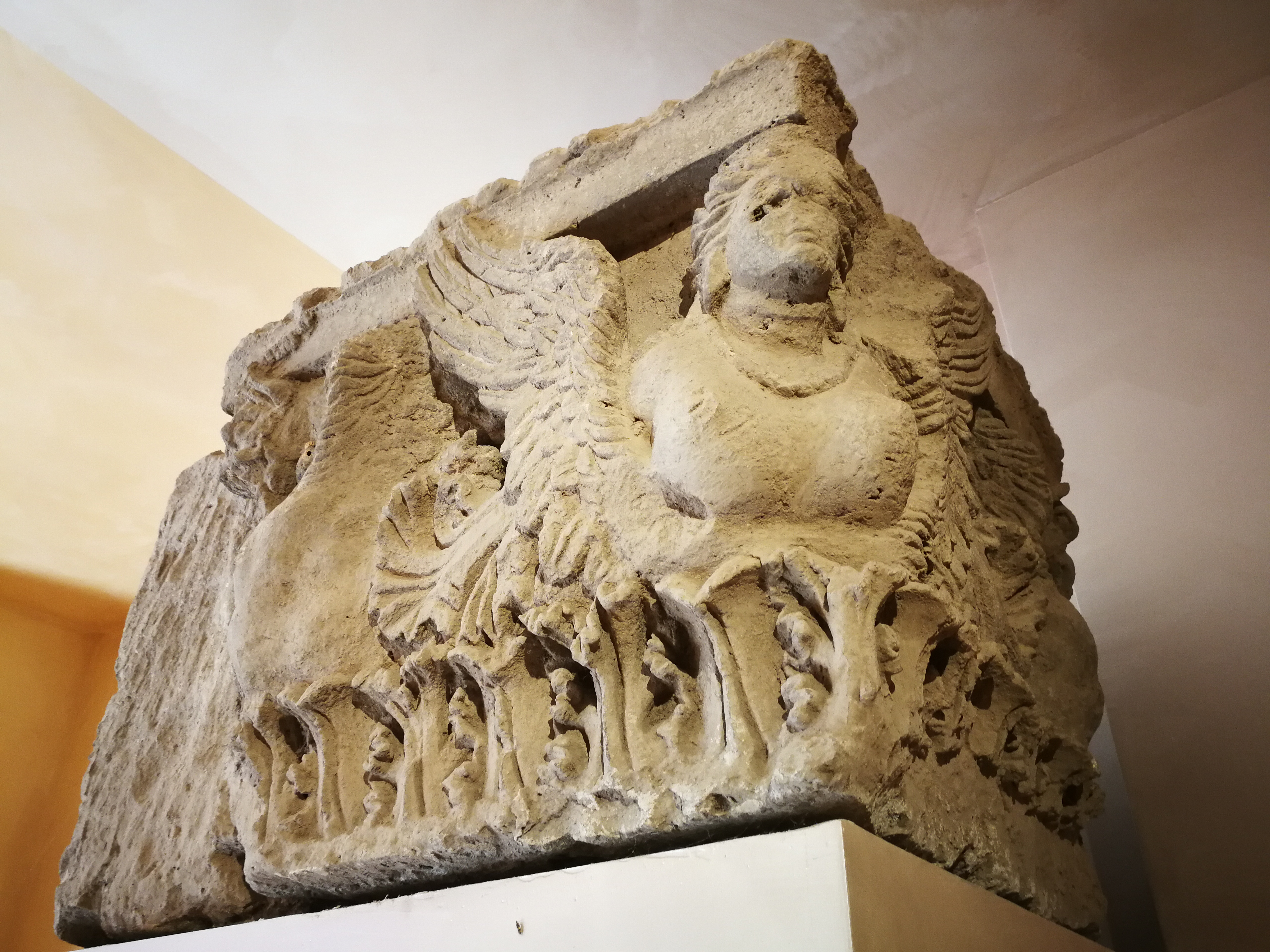
Kapitell
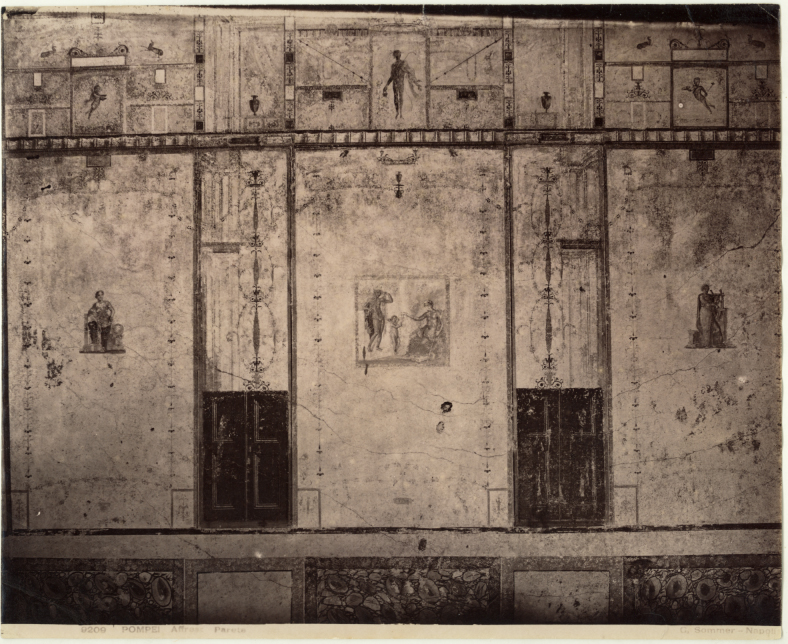
Malerei im 4. Stil, Photo vor 1943
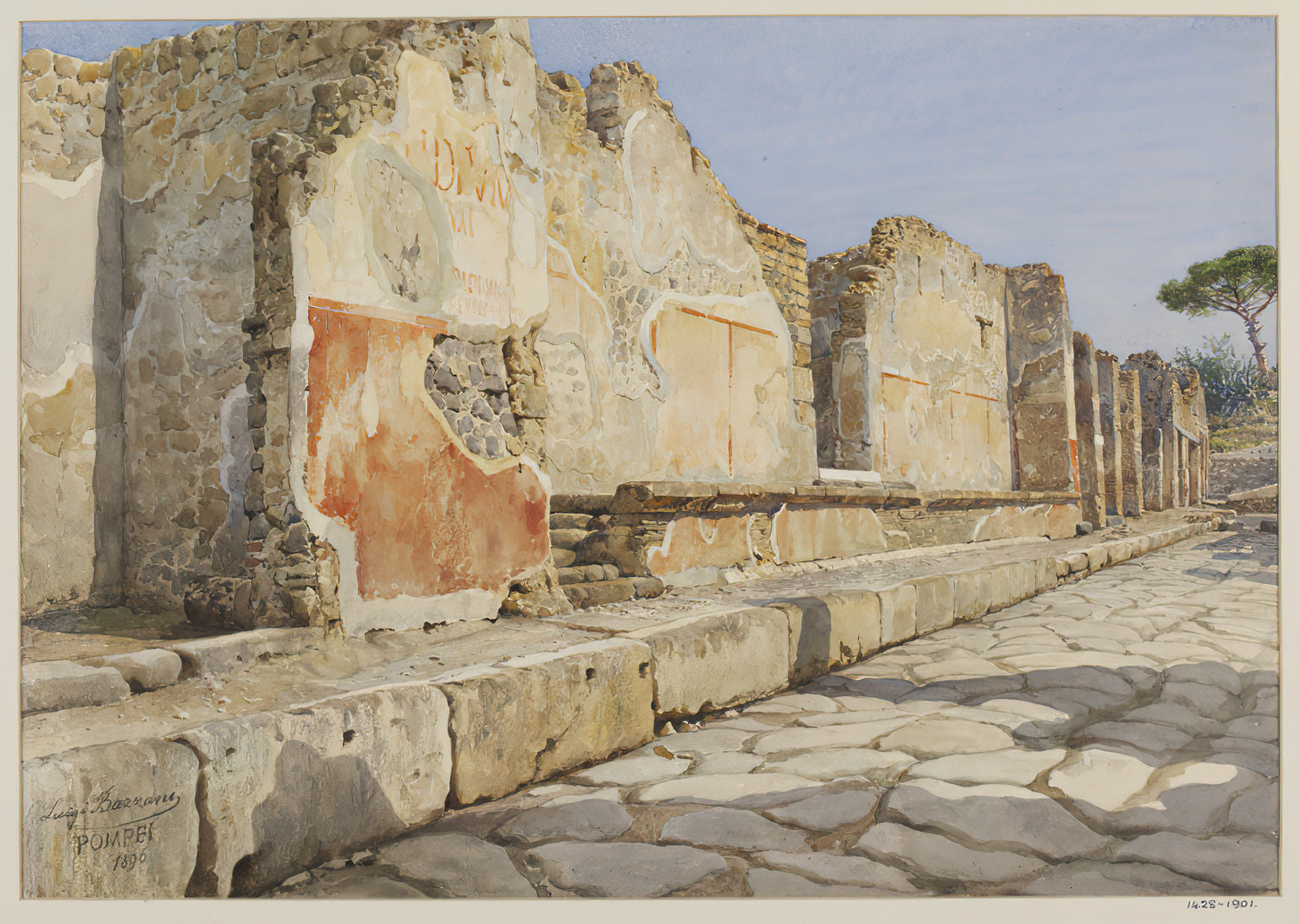
Fassade mit Wahlaufschriften
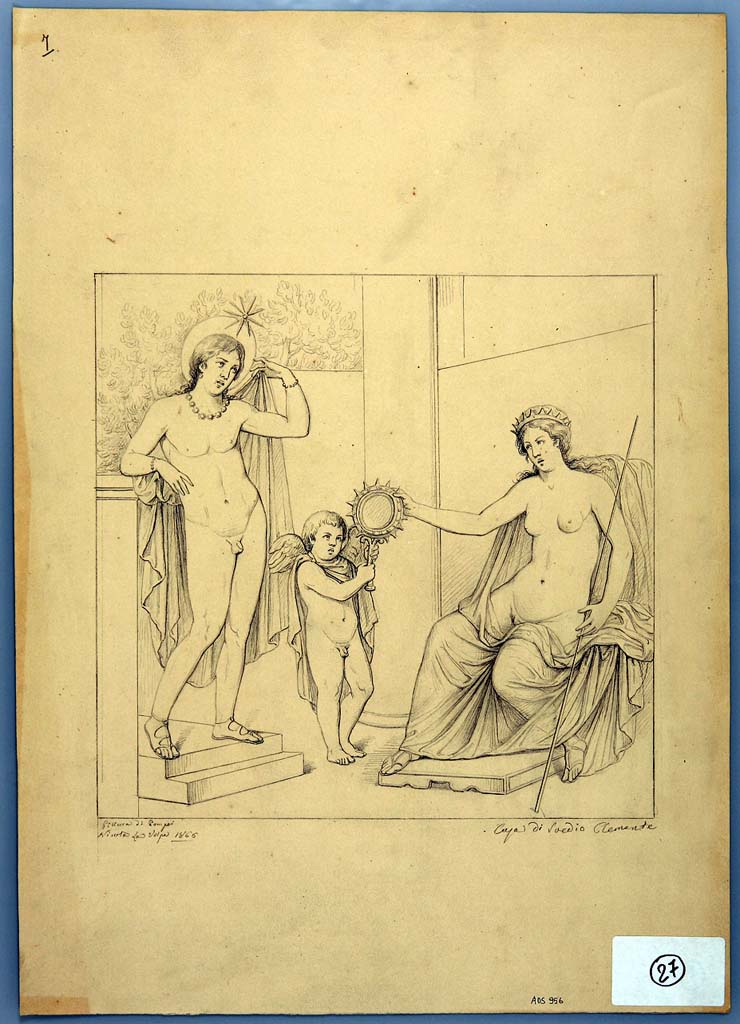
Gemälde, Zeichnung aus dem Jahr 1866